# Chris Wallace
Christopher Wallace (Chicago, 12 de outubro de 1947) é um jornalista estadunidense.Ele é conhecido por suas entrevistas difíceis e abrangentes, pelas quais é frequentemente comparado a seu pai Mike Wallace, que foi apresentador do programa 60 Minutes. Em sua carreira de mais de cinquenta anos, Chris já foi correspondente, moderador e âncora para canais famosos nos Estados Unidos como CBS, ABC, NBC, Fox News e CNN. Em 2018, ele foi classificado como um dos âncoras de notícias de TV mais confiáveis da América. Já venceu vários prêmios importantes, incluindo três Emmy Awards, um Peabody Award, um George Polk Award, o duPont-Columbia University Silver Baton Award e o Paul White lifetime achievement award.